# 테인 베이커
테인 베이커(Thane Baker, 본명: 월터 테인 베이커, Walter Thane Baker, 1931년 10월 4일 ~ )는 미국의 전 단거리 육상 선수이자 1956년 호주 멜버른에서 열린 하계 올림픽 4x100m 계주에서 39.5초의 세계 신기록으로 금메달을 획득한 사람이다. 해당 올림픽에서 베이커는 또한 100m에서 은메달, 200m에서 동메달을 획득했다. 1952년 헬싱키 하계 올림픽에서 200m에서 은메달을 획득했다.